# Anatomie der menschlichen Destruktivität
Anatomie der menschlichen Destruktivität (original The Anatomy of Human Destructiveness) ist der Titel eines anthropologischen und sozialpsychologischen Werkes über Ursachen menschlicher Gewalttätigkeit, das Erich Fromm 1973 in den USA veröffentlichte. 1974 erschien die deutsche Übersetzung.
Im Vorwort bezeichnet Fromm die Untersuchung als ersten Band einer umfassenden Arbeit über die psychoanalytische Theorie. Demnach begann er bereits über sechs Jahre zuvor, also 1967, mit der Niederschrift, und bezog zahlreiche Kenntnisse aus anderen Gebieten (Neurophysiologie, Tierpsychologie, Paläontologie, Anthropologie) in die Betrachtung mit ein.
Im Buch werden unter anderem Heinrich Himmler, Adolf Hitler und Josef Stalin analysiert. Um Adolf Hitler besser verstehen zu können, verwendete Fromm Erkenntnisse aus persönlichen Gesprächen mit Albert Speer.
Die Anatomie der menschlichen Destruktivität ist das umfangreichste Werk aller Schriften Fromms und von großem Detailreichtum geprägt. Obwohl sie eine wissenschaftliche Forschungsarbeit ist, ist sie wie andere Schriften des Autors allgemeinverständlich geschrieben. Mit diesem Buch wurde Fromm in Deutschland wieder stärker bekannt.

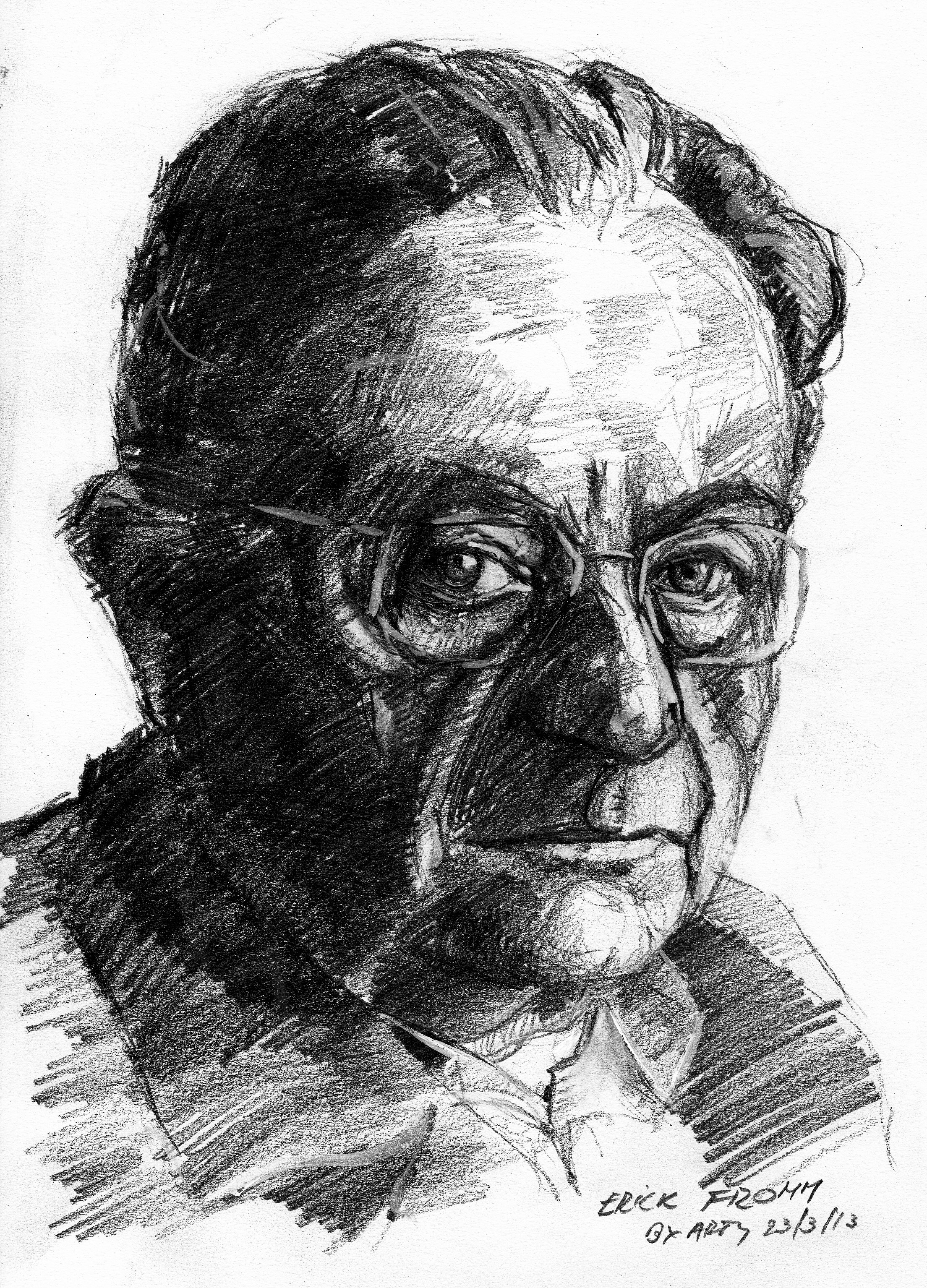
Erich Fromm (Zeichnung von „Arty“, wohl 1973)

## Inhalt

### Einleitung
In der Einleitung heißt es: Die ständig zunehmende Gewalttätigkeit und Destruktivität auf der ganzen Welt lenkte die Aufmerksamkeit der Fachwelt wie der breiten Öffentlichkeit auf die theoretische Erforschung des Wesens und der Ursachen der Aggression. Fromm bekennt sich dort zu einem soziobiologischen Standpunkt – fünf Jahre bevor Edward O. Wilson und Richard Dawkins den Begriff Soziobiologie popularisierten. Fromm meint damit nicht primär die Genetik, sondern seinen Versuch, das Wesen des Menschen und seiner Leidenschaften aus seinen anatomischen, neurologischen und physiologischen Grundlagen sowie aus seinen anthropologisch belegbaren Lebensbedingungen abzuleiten.
Fromm beginnt mit dem Hinweis, dass das Buch „der erste Band einer umfassenden Arbeit über die psychoanalytische Theorie“ ist. Er merkt an, dass er mit dem Schreiben des Buches „vor über sechs Jahren“ (also um 1967) begann und schnell an die Grenzen seines eigenen Fachgebietes, der Psychoanalyse, stieß. So mussten Erkenntnisse aus benachbarten Wissenschaftsgebieten wie z. B. der Neurophysiologie, der Tierpsychologie, der Paläontologie und der Anthropologie berücksichtigt werden, um die menschliche Destruktivität angemessen behandeln zu können.
Er musste seine eigene Theorie anhand der anderen Erkenntnisse entwickeln und überprüfen. Laut Vorwort existierte damals noch keine Theorie, „die über die Ergebnisse der Aggressionsforschung auf all diesen Gebieten berichtete oder Zusammenhänge herstellte oder sie auch nur auf einem Spezialgebiet zusammenfassend behandelte[…]“. Die wissenschaftliche Arbeit ist daher stark interdisziplinär geprägt.
In der Arbeit werden zwei Themen behandelt:
- eine Untersuchung der Aggression von Mensch und Tier
- eine „bestimmte Weiterentwicklung“ der freudschen Psychoanalyse (Neopsychoanalyse)[11]

Das Buch gliedert sich in drei Hauptteile mit Anhang:
1. Erster Teil: Instinktivismus, Behaviorismus, Psychoanalyse
2. Zweiter Teil: Befunde, die gegen die Thesen der Instinkt- und Triebforscher sprechen
3. Dritter Teil: Die verschiedenen Arten der Aggression und Destruktivität und ihre jeweiligen Voraussetzungen
4. Epilog: Über die Zwiespältigkeit der Hoffnung
5. Anhang: Freuds Aggressions- und Destruktionstheorie

### Terminologie
Gleich zu Beginn macht Fromm darauf aufmerksam, dass der Begriff Aggression oft zu vieldeutig verwendet wird. So werden verschiedenste Phänomene, welche seitens ihrer zugrunde liegenden Ursachen nichts miteinander zu tun haben, mit demselben Begriff in Zusammenhang gebracht. Um das Phänomen der Aggression besser verstehen zu können, bedient er sich daher einer exakteren Aufteilung des Aggressionsbegriffes:
1. konstruktive Akte (Im Sinne der lateinischen Wortherkunft: „ad gradi“ = „sich auf etwas zu bewegen“), zum Beispiel Durchsetzungsvermögen, Selbstüberwindung, beim Spiel usw.[15]
2. Akte, die beschützen sollen (z. B. Notwehr bei empfundener Lebensgefahr)
3. Akte, die auf die Zerstörung selbst aus sind

Die letzten beiden Aggressionarten sind Hauptgegenstand der Untersuchung:
1. gutartige Aggression: defensive Aggression zur bloßen Verteidigung, biologisch notwendig (auch als biologisch adaptiv bezeichnet), dient dem Leben, „rational“, gibt es bei Mensch und Tier
2. bösartige Aggression: im Buch mit Destruktivität, Grausamkeit und als biologisch nichtadaptiv bezeichnet, „irrational“, nur beim Menschen möglich

An späterer Stelle wird eine zusätzliche Begründung für diese Unterteilung genannt:

„Die Unterscheidung zwischen der biologisch adaptiven und der biologisch nichtadaptiven Aggression sollte uns dabei behilflich sein, eine Begriffsverwirrung zu klären, die in der gesamten Diskussion über die menschliche Aggression festzustellen ist. Diejenigen, die die Häufigkeit und Intensität der menschlichen Aggression damit erklären, daß sie auf einen angeborenen Wesenszug der menschlichen Natur zurückzuführen sei, zwingen hierdurch oft ihre Gegner, die nicht bereit sind, alle Hoffnung auf eine friedlichere Welt fahren zu lassen, das Ausmaß der menschlichen Destruktivität und Grausamkeit zu bagatellisieren. So sehen sich diese Anwälte der Hoffnung oft in die Defensive gedrängt und genötigt, eine übertrieben optimistische Auffassung vom Menschen zu vertreten. Wenn man zwischen defensiver und bösartiger Aggression unterscheidet, hat man das nicht nötig.[…]“

Auf Spezialfälle der Aggression (z. B. von Raubtieren oder bei Kannibalismus und dergleichen) geht der Autor im späteren Verlauf ausführlicher ein.
Ebenso wird die „Pseudoaggression“ untersucht; darunter versteht Fromm „aggressive Akte, die Schaden anrichten können, ohne daß eine Absicht dazu besteht“. Dazu werden die Selbstbehauptung und Geschicklichkeitsübungen gezählt.
Fromm betont ausdrücklich, dass er sich im Gegensatz zur behavioristischen Theorie „mit den aggressiven Impulsen befaßt ohne Rücksicht darauf, ob sie sich in einem aggressiven Verhalten äußern oder nicht.“ Analog dazu ist seine Ansicht zum Krieg; die Faktoren, die einen Krieg wahrscheinlicher machen, sind hier von Interesse.

### Gegen andere Aggressionstheorien
Fromms Werk wendet sich gegen die Aggressionstheorie von Konrad Lorenz, gegen Sigmund Freuds Theorie vom „Todestrieb“ und gegen die Theorie der Behavioristen (namentlich B. F. Skinners), Aggression werde reflexartig erlernt, wenn und weil sie Erfolg bringe. Er referiert diese Theorien grob (und ziemlich selektiv); der Aggressionstheorie von Freud jedoch widmet er einen vierzigseitigen Anhang.

### Auseinandersetzung mit psychologischen Experimenten
Fromm setzt sich innerhalb seiner wissenschaftlichen Untersuchungen auch mit bekannten Experimenten anderer Psychologen auseinander.

#### Milgram-Experiment
Das Milgram-Experiment („Behavioral Study of Obedience“) an der Yale University aus den 1960er Jahren beinhaltete das Konformitätsverhalten von Versuchspersonen. Zusammengefasst verabreichten die Versuchspersonen dort als „Lehrer“ einem „Schüler“ (in Wahrheit unechte) Elektroschocks. So traten bei den Probanden – den „Lehrern“ – massive somatische Stresssymptome (schwitzen, zittern, stottern…) auf. Fromm zitiert auch aus dem Bericht Stanley Milgrams, dass manche der Versuchspersonen „bizarr[e]“ Verhaltensweisen wie „nervöse[s] Lachen und Lächeln“ in vereinzelt extremen Ausprägungen an den Tag legten, als ob „es ihnen Spaß gemacht hätte, ihr Opfer zu schocken.“ Im Anschluss leugneten Milgrams Bericht zufolge diese Teilnehmer einen möglichen sadistischen Hintergrund ihres unangemessenen Verhaltens.
Fromm interpretiert das Experiment (neben einer Kritik an der Methodik) so:

„Das wichtigste Ergebnis aus Milgrams Untersuchung dürfte ein Resultat sein, auf das er selbst nicht besonders hinwies:
das Vorhandensein eines Gewissens bei den meisten Versuchspersonen und ihr Schmerz darüber, dass der Gehorsam sie zwang, gegen ihr Gewissen zu handeln. Während man das Experiment daher als neuen Beweis dafür interpretieren kann, wie leicht der Mensch zu entmenschlichen ist, weisen die Reaktionen der Versuchspersonen eher auf das Gegenteil hin: auf das Vorhandensein starker innerer Kräfte, die ein grausames Verhalten unerträglich finden.“

Fromm ist der Ansicht, dass sich Menschen im Allgemeinen ungern bewusst ihren Konflikten stellen und Letztere ins Unbewusste hinausschieben. Dies führe zu „verstärktem Stress, neurotischen Symptomen oder Schuldgefühlen aus falschen Gründen“. Kritisiert wird auch das Setting des Experimentes. So war der die Versuchsperson anfeuernde Wissenschaftler im Kontext seiner gesellschaftlichen Stellung eine besondere Person; daher sei „es für den Durchschnittsbürger schwer zu glauben, daß das, was die Wissenschaft befiehlt, falsch oder unmoralisch sein könnte.“ Der „hochgradige Gehorsam“ der Versuchsteilnehmer sei unter anderem dadurch erklärbar.
Den Ungehorsam des recht hohen Anteils von über einem Drittel der Versuchspersonen sieht der Autor angesichts der anderen Reaktionen als „erstaunlicher – und ermutigend“ an. Da das Verhalten auch Rückschlüsse auf die Persönlichkeitsstruktur zulässt, hinterfragt Fromm die Genauigkeit der Beobachtungen:

„Leider gibt uns der Autor keine genauen Daten über die Anzahl der ‚Versuchspersonen‘, die während des ganzen Experiments ruhig blieben. Für ein Verständnis menschlichen Verhaltens wäre es höchst interessant, mehr über sie zu erfahren. Offenbar spürten sie kaum oder nur wenig Widerstreben gegen die grausamen Handlungen. Die nächste Frage lautet, warum dies so war. […]“

Im Anschluss wird Psychopathie und ein bösartiger Charakter dahinter vermutet. Abschließend bemerkt Fromm, dass „Milgrams Experiment […] gut den Unterschied zwischen den bewußten und den unbewußten Aspekten des Verhaltens“ veranschauliche.

#### Stanford-Prison-Experiment
Weiter wird auf das Stanford-Prison-Experiment Philip Zimbardos eingegangen. Dieses hatte ebenfalls Konformitätsverhalten und Aggression des Menschen als Gegenstand. Mit in „Wärtern“ und „Häftlingen“ aufgeteilten Probanden wurde eine Gefängnissituation nachgestellt. Im Verlauf des Experimentes eskalierte die Situation bekanntlich, was die Forscher zum vorzeitigen Abbruch zwang. Fromm legt nun das Ergebnis des Experimentes so aus:

„Wenn trotz der Gesamtatmosphäre dieses Scheingefängnisses, die nach dem Konzept des Experiments entwürdigend und demütigend sein sollte (was die ‚Wärter‘ offenbar sofort begriffen), zwei Drittel der ‚Wärter‘ keine sadistischen Handlungen zu ihrem persönlichen Vergnügen begingen, so scheint mir das Experiment eher zu beweisen, daß man die Leute nicht so leicht nur mit Hilfe einer geeigneten Situation in Sadisten verwandeln kann.“

Wichtig sei der im Experiment unbeachtet gebliebene Unterschied, „ob man sich entsprechend den sadistischen Vorschriften verhält oder ob man zu anderen Leuten grausam sein möchte und daran Gefallen findet.“
Trotz dass vor Beginn des Experimentes alle Versuchspersonen auf sadistische Neigungen offiziell negativ überprüft wurden, stellt Fromm fest, dass derartige Charakterzüge größtenteils unbewusst sind und mit den damals verwendeten konventionellen Tests nur sehr schlecht aufzudecken sind. Er weist hier auf eine frühere Studie des Frankfurter Instituts für Sozialforschung hin, welche einen ähnlichen Forschungsgegenstand hatte, jedoch bei der Aufdeckung unbewusster Motive erfolgreicher gewesen sei (siehe hierzu Arbeiter- und Angestellten-Erhebung).
Weiterhin kritisiert er wieder das künstliche Setting und einige für die Versuchspersonen verwirrenden Tatsachen wie z. B. ihre anfängliche Gefangennahme durch die echte Polizei ohne Angabe von Gründen. Verwirrungen der Probanden seien in Kauf genommen worden – obwohl diese den Ablauf und die Ergebnisse des Experimentes verzerrten.
Im Rahmen der anschließenden Diskussion über die Praxis wird unter anderem anhand eines KZ-Erfahrungsberichtes von Bruno Bettelheim darauf hingewiesen, dass „die Wertebegriffe und Überzeugungen der Gefangenen tatsächlich einen entscheidenden Unterschied in ihrer Reaktion auf die Bedingungen des Konzentrationslagers, die für alle gleich waren, bewirkten.“ In diesem Bericht stellte sich heraus, dass die „politischen und religiösen Häftlinge“ auf die dortige, unmenschliche Situation „völlig anders“ reagierten als die „[u]npolitische[n], dem Mittelstand angehörende[n] Häftlinge“.

#### Zusammenfassung
Allgemein kritisiert Fromm an psychologischen Experimenten vor allem das Übersehen subtiler, scheinbar unwichtiger Signale, welche auf Motive hinter dem Verhalten hinweisen können. Ebenso wirke das „in-vitro“-Setting vieler Versuche verzerrend. Außerdem weist er darauf hin, dass zum Beispiel bezüglich Konformität und Aggression genug Wissensmaterial aus der Realität („in-vivo“) vorhanden sei. Er listet einige Methoden und Verbesserungsvorschläge auf, um „zu einem Verständnis des Charakters in seinen tieferen Schichten“ zu kommen. Des Weiteren erinnert er an eine Warnung Robert Oppenheimers zur Beziehung der Psychologie zu den (früheren) Methoden der Naturwissenschaften.

### Interdisziplinäre Untersuchung
Im zweiten Teil des Buches setzt sich Fromm kritisch mit den Thesen der Instinkt- und Triebforscher auseinander. Dazu nutzt er die wissenschaftlichen Erkenntnisse aus der Neurophysiologie, dem Tierversuch, der Paläontologie und der Anthropologie.
Fromm versucht zu beweisen, dass dem Menschen kein „spontaner, sich selbst antreibender Aggressionstrieb angeboren sei“.

#### Neurophysiologie
So wird betont, dass die Psychologie und Neurophysiologie in ergänzender Beziehung zueinander stünden. Der damalige Stand beider Wissenschaften wird kurz dargestellt. Es muss beachtet werden, das Gehirn immer als Ganzes zu betrachten. Für sehr viele Sachverhalte gebe es keine einzelnen zuständigen Nervenzentren (vgl. Phrenologie). Das Denkorgan sei als „duales System“ organisiert; Aktivierung und Hemmung halten sich in einem gewissen „fließenden Gleichgewicht“. Offene Wut und Gewalttätigkeit können durch Störungen dieses Gleichgewichtes auftreten. Fromm akzeptiert außerdem, dass die Störung gewisser Hirnteile z. B. durch Krankheiten oder Experimente das Gehirn ebenso aus dem Gleichgewicht bringen und Aggression auslösen oder hemmen könne. Dazu nennt er unter anderem die Stimulation des Nucleus caudatus eines Stiers durch J. M. R. Delgado. Weitere Forscher wie W. R. Hess und J. Olds werden ebenso genannt.
Im Verlauf der Untersuchung liefert Fromm eine „allgemeine Definition“ der defensiven („gutartigen“) Aggression bei Tieren und Menschen:

„Wenn man die neurophysiologische und psychologische Literatur über die tierische und die menschliche Aggression überblickt, scheint der Schluß unumgänglich, daß das aggressive Verhalten eine Reaktion auf jede Art der Lebensbedrohung ist – oder, wie ich lieber in einem allgemeineren Sinn sagen möchte, der vitalen Interessen eines Lebewesens – als Individuum und als Mitglied seiner Art.'“

Zu dieser defensiven Aggression, die er daraufhin als „biologisch angepasst“ attributiert, gehören sowohl Angriff als auch Flucht. Beide seien in den Lebewesen „neurophysiologisch gleichwertig integriert“. Fromm stellt die Vermutung auf, dass der „Fluchtinstinkt“ beim Menschen in Kriegssituationen gedämpft werden müsse, damit die Soldaten nicht desertierten. Er vermutet: „Tatsächlich dürfte vom biologischen Standpunkt aus die Flucht der Selbsterhaltung dienlicher sein als der Kampf.“

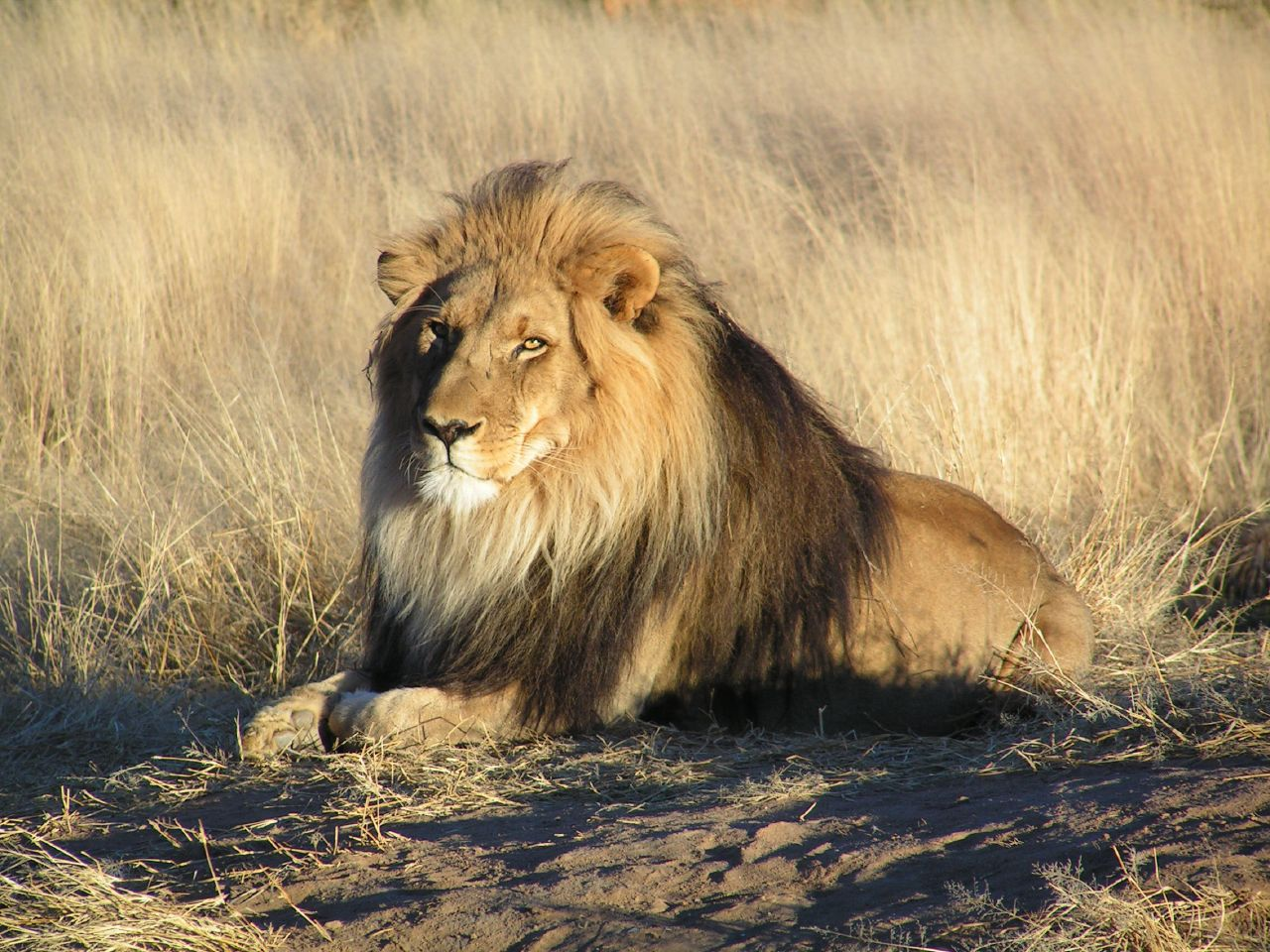
Ein Löwe als typischer Stellvertreter der Ordnung der Raubtiere

Die Aggression von Raubtieren sei eine gesonderte Kategorie, deren Besonderheit Fromm nach kurzer Untersuchung (u. a. mit Erkenntnissen von Lorenz) derartig zusammenfasst:

„Das [Raubtier] zeigt keine Wut, und sein Verhalten ist nicht mit dem Kampfverhalten zu verwechseln, sondern es ist zielgerecht, genau ausgerichtet, und die Spannung endet mit dem Erreichen des Zieles – der Erlangung der Nahrung. Der Raubtierinstinkt ist kein defensiver Instinkt, wie er allen Tieren gemeinsam ist, sondern er bezieht sich auf den Nahrungserwerb und ist bestimmten Tierarten eigen, die morphologisch für diese Aufgabe ausgerüstet sind.“

#### Tierforschung

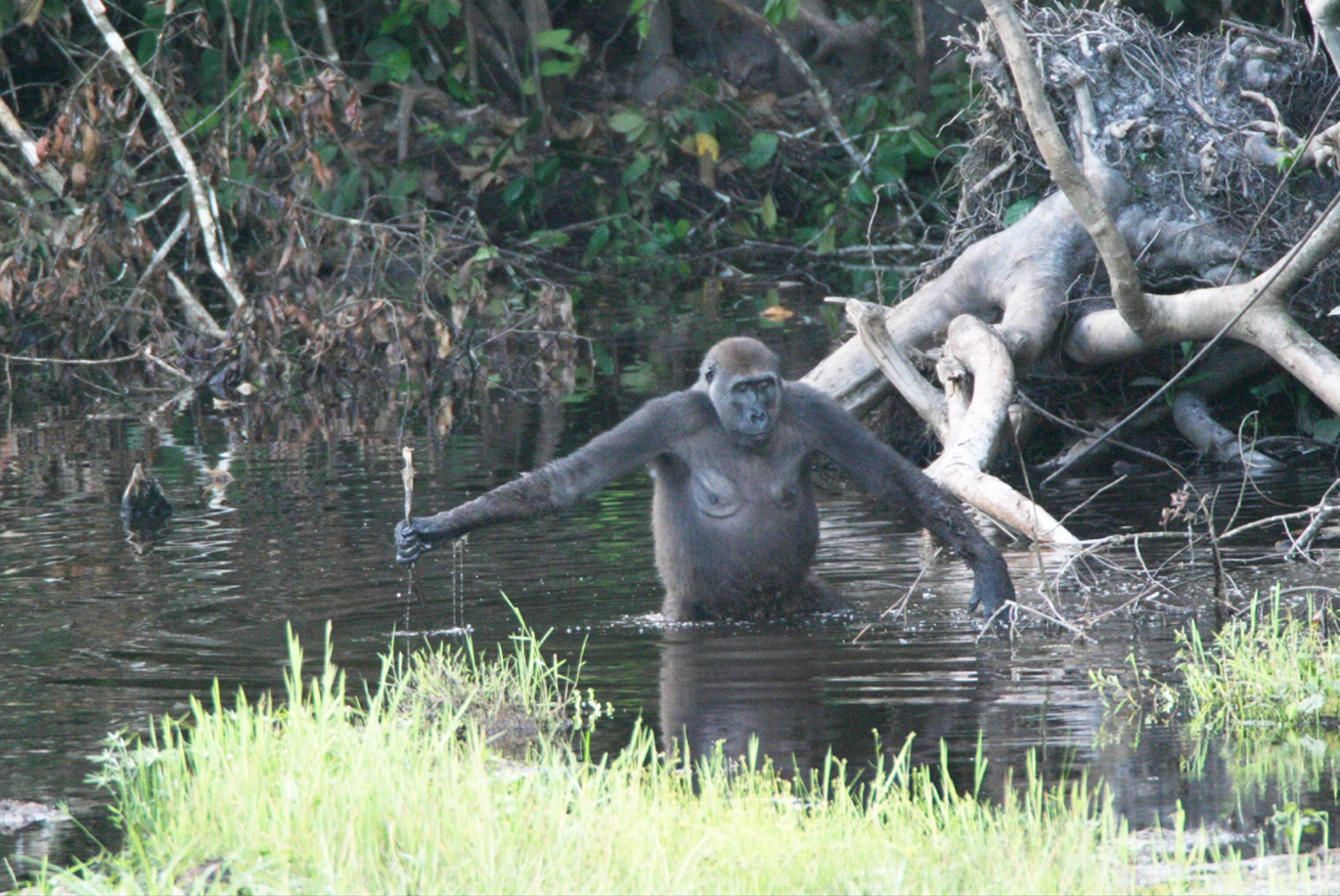
Gorillas wurde früher oft Gewalttätigkeit nachgesagt

Der Autor befasst sich mit dem Verhalten der Tiere mit Augenmerk auf Aggression. Dabei wird wieder eine genauere Betrachtung eingeführt:
- Aggression der Raubtiere (im vorigen Abschnitt behandelt)
- Aggression gegen Tiere der eigenen Art (intraspezifisch): Es gebe im Tierreich sehr wohl viele Drohgebärden und Zankereien. Jedoch bei den meisten Säugetieren – insbesondere den Primaten – stecke keine Tötungsabsicht oder Blutrünstigkeit dahinter. Nur bei vergleichsweise wenigen Tierarten sei diese Aggression zerstörerisch (z. B. Ratten). Siehe hierzu auch Kommentkampf.
- Aggression gegen Tiere anderer Arten (interspezifisch): Tritt nach den Erkenntnissen der Tierforscher in der Regel nur zur Notwehr bei Unmöglichkeit der Flucht auf.

Tiere verhalten sich dem Autor zufolge in Gefangenschaft zum Teil völlig anders als in ihrem natürlichen Habitat. So seien bei bestimmten Affenarten in Zoos äußerst aggressive Verhaltensweisen zutage getreten und der ganzen Tierart wurde diese Gewaltbereitschaft unterstellt. Erst Beobachtungen in freier Natur brachte die Klischees zu Fall. Beispielhaft dafür seien die Mantelpaviane aus dem Londoner Zoo und besonders Rhesusaffen (Macaca mulata) angeführt. Aggressiv würden Tiere laut den Tierforschern:
- bei Einengung ihres Bewegungsspielraumes und
- bei Destabilisierung ihrer Sozialstruktur.

Beispielsweise würden manche Tiere dann zu „Raserei und allen möglichen unnatürlichen Verhaltensweisen veranlaßt.“ Dies gelte selbst dann, wenn die Tiere gut (oder etwas schlechter) gefüttert würden.

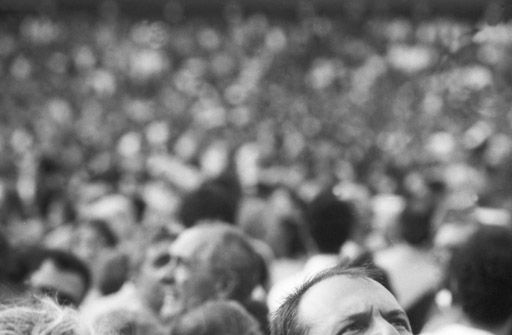
Eine Menschenmasse zur Veranschaulichung

Fromm beschäftigt sich anschließend mit einer Übertragung der Erkenntnisse auf den Menschen. So sei eine hohe Bevölkerungsdichte an sich nicht dramatisch; erst Überbevölkerung in Verbindung mit „ihrem Mangel an echten sozialen Bindungen“ sei problematisch. Der von Durkheim geprägte Anomie-Begriff taucht ebenso auf.

„Diese Beispiele zeigen, daß nicht große Bevölkerungsdichte als solche für die Aggression verantwortlich ist, sondern vielmehr die sozialen, psychologischen, kulturellen und ökonomischen Bedingungen, die mit ihr Hand in Hand gehen. Offensichtlich verursacht die Überbevölkerung, das heißt Bevölkerungsdichte verbunden mit Armut, Streß und Aggression; […]“

In freier Natur komme Gewalt bei den Primaten, die den Menschen am nächsten stehen (Menschenaffen), nur vereinzelt vor. Gewaltgeladene „Hackordnungen“ seien trotz gewisser Hierarchien nicht vorhanden. Fromm stützt sich hierbei auf die Beobachtungen von Forschern wie Jane Goodall oder Adriaan Kortlandt.
Fromm zeigt anhand der Erkenntnisse verschiedener Tierforscher auf, dass die Hauptnahrung der Menschenaffen (wie Schimpansen nach Goodall) hauptsächlich aus Pflanzenkost mit „gelegentlich[em] (effektiv selten[em])“ Fleischkonsum bestehe. Dies mache sie aber „noch nicht zu Fleischfressern und ganz gewiß nicht zu Raubtieren.“
Außerdem wird die populäre Auffassung des Territorialverhaltens mithilfe der Tierforschung kritisiert. Falls dieses Verhalten bei einer Art vorhanden sei, würden sich oft sogar die Territorien derselben Tierart überschneiden. Auch der Hierarchiebegriff bei Menschenaffen wird diskutiert. Für menschliche Kriege sei eine Begründung durch Territorialverhalten zweifelhaft. Nach Fromm spricht einiges dafür, dass der Mensch eine Tötungshemmung besitzt, „und der Akt des Tötens ein Schuldgefühl nach sich zieht.“ Mittels bestimmter Techniken (z. B. dem Gegner die Menschlichkeit abzusprechen) könne die Tötungshemmung gelockert werden.

#### Paläontologie

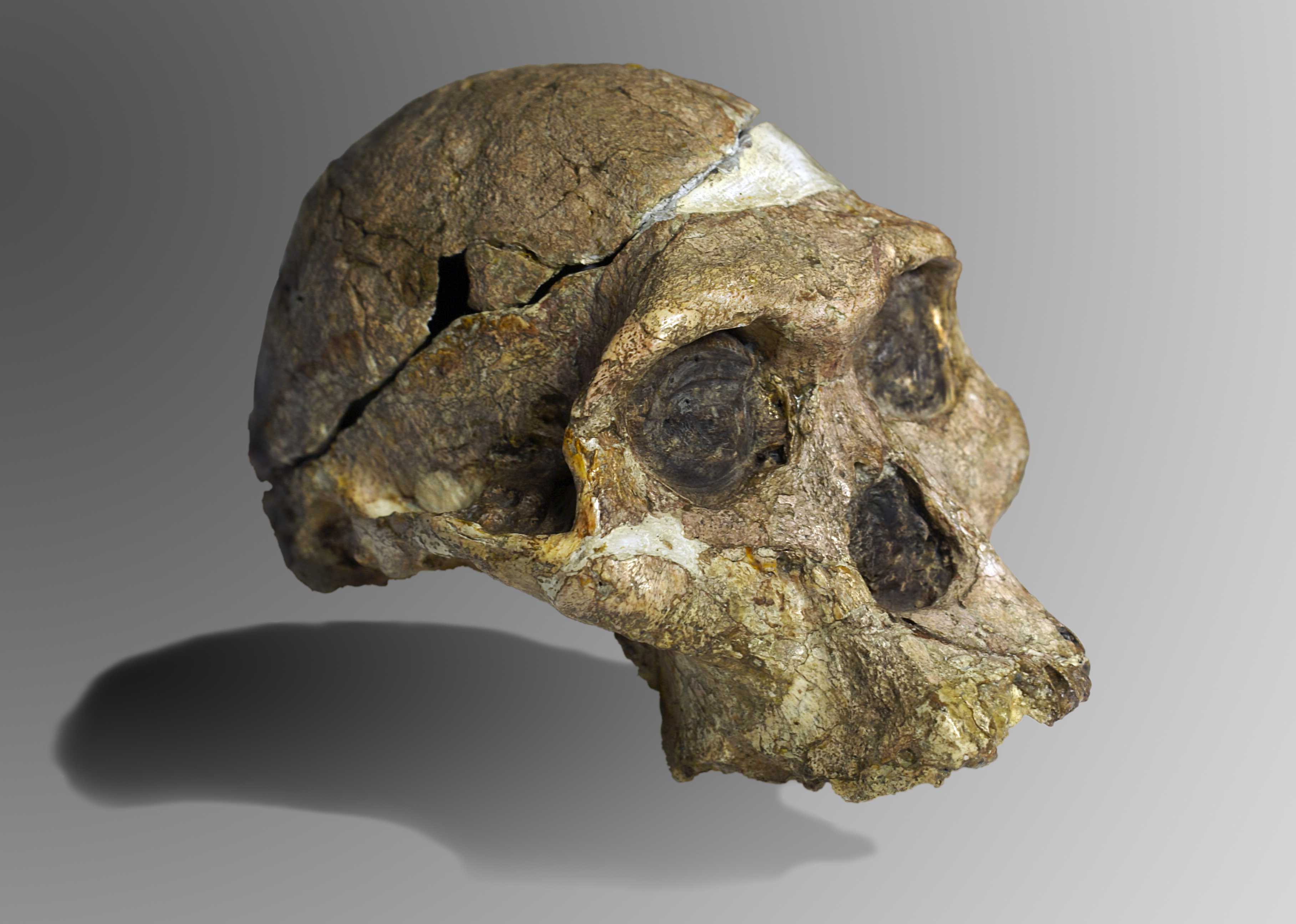
Auch Vorfahren des Menschen wie der Australopithecus werden diskutiert. Hier: symbolisch der Schädel eines Australopithecus africanus (Mrs. Ples)

In diesem Abschnitt beschäftigt sich Fromm mit den Vorfahren des Menschen. Er ist der Überzeugung, dass sich Tiere ihresgleichen mittels ihrer Instinkte einander erkennen können. Beim Menschen sei die Instinktdetermination aber bei Weitem nicht mehr so stark wie beim Tier:

„Für ihn bestimmen Sprache, Sitten, Kleidung und andere Kriterien, die mehr geistig als instinktiv wahrgenommen werden, wer ein Artgenosse ist und wer nicht, und jede Gruppe, die irgendwie anders ist, wird nicht derselben Gattung Mensch zugerechnet.“

So versuchten Regierungen im Kriegsfall, dem Feind die Menschlichkeit abzusprechen, um die defensive Aggression hervorzurufen.
Dann unternimmt der Autor den Versuch, mithilfe der Erkenntnisse der Paläontologie hinsichtlich Aggressivität die menschliche Art von den Raubtieren abzugrenzen.

#### Anthropologie

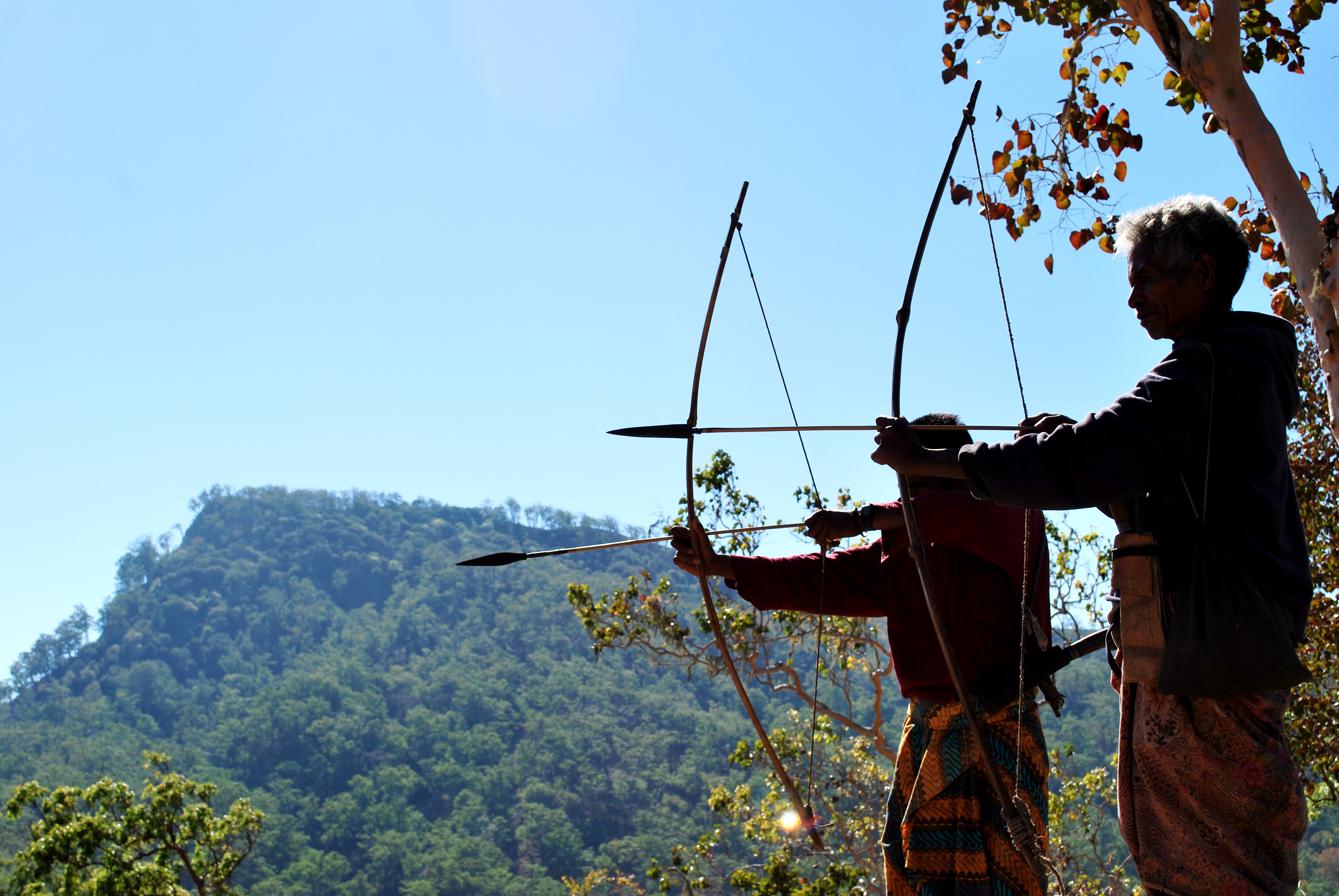
Symbol für Jäger und Sammler: das Bogenschießen.

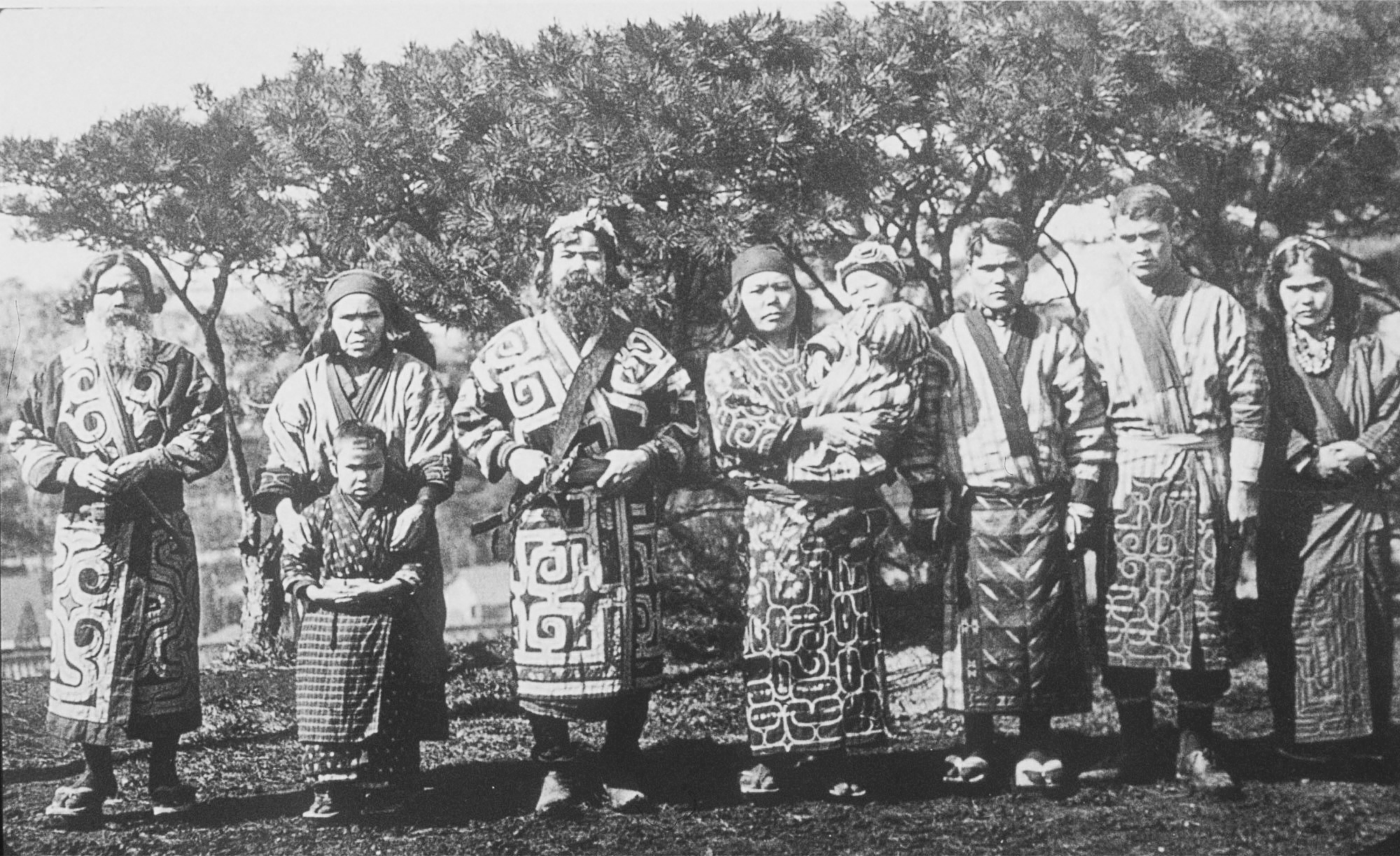
Eine Gruppe Ainu

Hier liegt das Hauptaugenmerk auf den wissenschaftlichen Untersuchungen anderer Völker und Kulturen. Die Menschheit habe nach S. L. Washburn bisher 99 % ihrer Zeit als Jäger und Sammler verbracht. Gestützt durch die Untersuchungen anderer Forscher werden primitive Jäger und Sammler näher untersucht.
Zu Beginn des Abschnittes stellt Fromm den (auch bei Akademikern) populären Klischees vom „grausamen Jäger“ die wissenschaftlichen Erkenntnisse gegenüber. Anhand von Beobachtungen existierender primitiver Jäger und Sammler werden – betont unter Vorbehalt – Rückschlüsse auf die Vorzeit gemacht. Fromm argumentiert an dieser Stelle, dass sich der heutige Mensch neurophysiologisch kaum von den zu untersuchenden prähistorischen Menschen unterscheide; aus diesem Grunde können die Einflüsse auf „die Persönlichkeit und die soziale Organisation“ beleuchtet werden.
Die Jagd sei, so die modernen Beobachtungen bei existierenden Jägern, nicht in der Destruktivität und der Lust am Töten verwurzelt. An dieser Stelle wird u. a. Turnbull damit zitiert, dass der „Akt des Jagens keineswegs in aggressiver Weise vollzogen“ werde und die ihm bekannten Jäger „sehr freundliche Menschen“ seien. Zahlreiche körperliche, psychische und soziale Fähigkeiten wie „Kooperation und Teilen“ des Menschen hätten sich durch diese Lebensweise in der Frühzeit herausgebildet oder seien dadurch stark gefördert worden. Das Jagen sei durch Freude an der Aktivität, dem Wunsch zu Lernen und durch Freude an der Geschicklichkeit motiviert.
Die Darstellung schließt weitere Detailerkenntnisse mit ein. So sei den primitiven Menschen die „Liebe zum Besitz“ fremd. Freigiebigkeit, das Fehlen einer „Hackordnung“ (im Gegensatz zu milden Formen bei manchen Primaten) und das Teilen seien in Jagd- und Sammelgesellschaften üblich. Für verschiedene Tätigkeiten gäbe es innerhalb der (wenn überhaupt, dann nur in Ansätzen vorhandenen) Hierarchie situationsabhängig verschiedene „Führungspersonen“, deren Autorität auf ihren tatsächlichen Kenntnissen und Kompetenzen gründet. Streitigkeiten würden in den meisten solcher Sozietäten vorwiegend unblutig geregelt (mit Sportwettkämpfen oder gar Gesangsduellen). Die schlimmste Bestrafung sei der Ausschluss aus der Gruppe. Mord komme als Strafe nur im Extremfall vor. Auch der Begriff „Wohlstandsgesellschaft“ in Bezug auf solche sozialen Gruppen wird angesprochen.
Die „Kunst der Kriegführung“ habe sich laut den Erkenntnissen „erst spät in der menschlichen Evolution“ entwickelt und sei bei Jägern und Sammlern so nicht vorhanden gewesen. Fromm weist darauf hin, dass es nach Lewis Mumford keine Höhlenmalereien von Kämpfen zwischen Menschengruppen der prähistorischen Jägern gebe. Dem zitierten Kriegsforscher Quincy Wright zufolge seien primitive Sozietäten am friedlichsten; erst mit steigendem Grad der Zivilisierung steige auch die Neigung zum Krieg. Je ausgewogener die Gleichgewichte innerhalb einer Sozietät sind, umso unwahrscheinlicher werden kriegerische Auseinandersetzungen.
Im Anschluss erläutert Fromm die weitere Entwicklung der Geschichte mithilfe neuerer wissenschaftlicher Erkenntnisse. Es folgt ein Exkurs über verschiedene Epochen, ähnlich wie in der früheren Schrift Die Furcht vor der Freiheit. Im Gegensatz zu dieser blickt Fromm jedoch wesentlich weiter in die Vergangenheit zurück. So kommen, mit Fokus auf die Veränderungen, die neolithische und die städtische Revolution vor. Zusätzlich wird u. a. anhand der historischen Ausgrabungsstätte Çatal Hüyük und der Enuma Elis die These von einer vormals vorhandenen „zentralen Rolle der Mutter“ aufgestellt.

#### Analyse dreißig „primitiver“ Stämme
→ Siehe auch: Abschnitt „Krieg und Frieden“ in vorstaatlichen Gesellschaften des Artikels Jäger und Sammler.
Fromm unternahm den Versuch, dreißig indigene (er sprach von „primitive“), noch existierende Stämme hinsichtlich des Aspekts „Aggressivität versus Friedfertigkeit“ zu analysieren. Er stützt seine Untersuchungen unter anderem auf die Arbeiten von Ruth Benedict, Margaret Mead, George P. Murdock und Colin Turnbull. Fromm geht es ausdrücklich „nicht um statistische, sondern um qualitative Feststellungen“. Die Untersuchungen seien „nicht selektiv für oder gegen die Aggression vorgenommen worden […]“.
Die Sozietäten wurden anhand ihres sozialen Charakters in „drei deutlich unterscheidbare Systeme (A, B und C)“ eingeteilt:
| System                                               | Beschreibung und Ethnien nach Fromm (heute gebräuchliche Namen in Klammern) |
| ---------------------------------------------------- | --- |
| System A – Lebensbejahende Gesellschaften            | „Ideale, Sitten und Institutionen“ seien vor allem auf „Erhaltung und dem Wachstum des Lebens in allen seinen Formen“ ausgerichtet. Mann und Frau seien gleichwertig oder zumindest herrsche keine Ausbeutung der Frauen. Egoismus trete zugunsten von Kooperation zurück. Die Zugehörigkeit zu dieser Kategorie ist nach Fromm unabhängig vom materiellen Reichtum. |
| System A – Lebensbejahende Gesellschaften            | die Zuñi-Pueblo-Indianer, die Berg-Arapeshen, die Batonga, die Aranda (Arrernte), die Semang, die Toda, die Polar-Eskimos (Inughuit) und die Mbutu (Mbuti-Pygmäen) |
| System B – Nichtdestruktiv-aggressive Gesellschaften | Ist wie System A nicht destruktiv; jedoch kämen Aggressivität und Krieg gelegentlich vor. Die „Freundlichkeit und das Zutrauen“ von System A seien hier nicht so stark ausgeprägt. |
| System B – Nichtdestruktiv-aggressive Gesellschaften | die Ostgrönland-Eskimos (Tunumiit), die Bachiga, die Ojibwa, die Ifugao, die Manus, die Samoaner, die Dakota, die Māori, die Tasmanier, die Kazaks (Kasachen), die Aino (Ainu), die Krähenindianer (Absarokee), die Inka und die Hottentotten (Khoikhoi) |
| System C – Destruktive Gesellschaften                | Diese Gesellschaften hätten eine „sehr ausgeprägte Struktur“, welche „durch interpersonale Gewalttätigkeit, Zerstörungslust, Aggression und Grausamkeit“ durchdrungen sei. |
| System C – Destruktive Gesellschaften                | die Dobu, die Kwakiutl, die Haida, die Azteken, die Witoto und die Ganda |

Als weitere analysierte Gesellschaften nennt Fromm unter anderem die Hopi-Indianer und die Irokesen.
Im Anschluss wird stellvertretend je eine Gesellschaft der Systeme A (Zuñi-Indianer), B (Manus) und C (Dobu) ausführlich beschrieben.
Fromm schließt ab mit folgenden Erkenntnissen:
- Die „instinktivistische Interpretation des menschlichen Zerstörungstriebs“ ist „nicht haltbar“
- Die Unterschiede zwischen den Gesellschaften seien derart massiv, dass Aggressivität keine angeborene Leidenschaft sein könne
- Bei Destruktivität handele es sich „nicht um einen isolierten Faktor, sondern […] um den Bestandteil eines Charaktersyndroms […]“.

Bezüglich vorkommender Destruktivität (z. B. Menschenopfer) und Kannibalismus werden rituelle bzw. religiöse Motive verantwortlich gemacht und eruiert.

### Ursachen des Krieges

Grafische Darstellung der Kriegszahlen nach Q. Wright

Dieses für Fromms Argumentation zentrale Unterkapitel steht genau zwischen seinen Betrachtungen über die gutartige und über die bösartige Aggression, also die eigentliche Destruktivität. Krieg falle in die Kategorie der „instrumentalen Aggression“. Die geschriebene Geschichte der Menschheit zeigt, darin waren sich Freud und Fromm einig, dass Kriege wegen realistischen Interessenskonflikten geführt werden und nicht wegen eines angeborenen Triebes:

„Die Babylonier, die Griechen und alle Staatsmänner bis in unsere Zeit haben ihre Kriege aus Gründen geplant, die sie für sehr realistisch hielten, und sie haben die Pros und Contras sehr sorgfältig erwogen, wenn sie sich bei ihren Berechnungen natürlich auch oft irrten. Sie hatten dabei mannigfache Motive: Land, das sie kultivieren wollten, Reichtümer, Sklaven, Rohstoffe, Märkte, Expansion – und Verteidigung.“

Dazu kommt, dass die einfachen Gesellschaften offensichtlich seltener und weniger destruktiv Krieg geführt haben als die zivilisierten Gesellschaften (→ „Krieg und Frieden“ in vorstaatlichen Gesellschaften: Erich Fromm). Würde der Krieg durch angeborene destruktive Impulse verursacht, so wäre das Gegenteil der Fall. „[H]umanitäre Tendenzen“ ließen die Zahl der Kriege im 19. Jahrhundert vorübergehend wieder sinken. Fromm zitiert eine Tabelle von Q. Wright aus dessen Arbeit A Study of War (1965). Danach führten die europäischen Mächte im 16. Jahrhundert 87 Schlachten, im 17. Jahrhundert 239, im 18. Jahrhundert 781, im 19. Jahrhundert 651; 1900–1940 waren es 892.

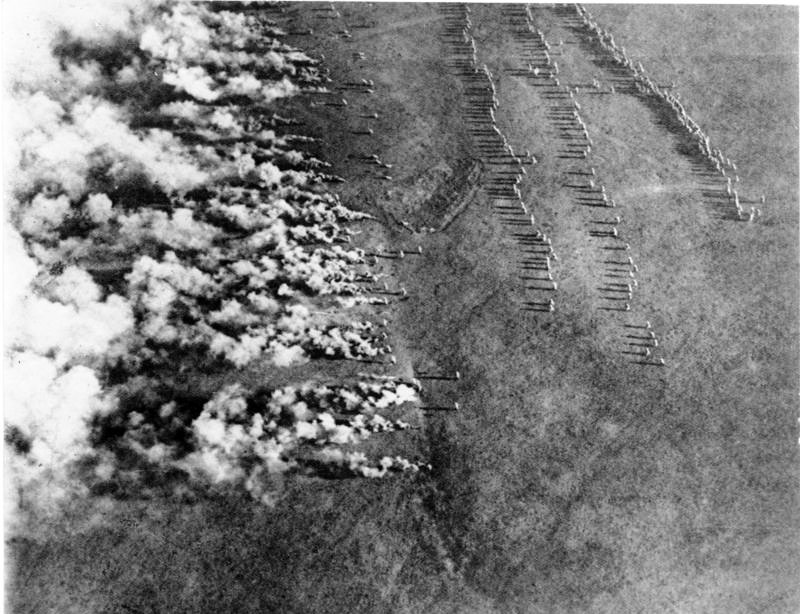
Einsatz von Massenvernichtungswaffen (hier: Giftgas) im Ersten Weltkrieg

Fromm untersucht auch den Ersten Weltkrieg genauer. Auf beiden Seiten gab es wirtschaftliche und machtpolitische Kriegsziele. Beide Seiten mussten an das Selbstverteidigungs- und Freiheitsgefühl appellieren, um ihre Bevölkerungen zum Kriegseinsatz motivieren zu können. Laut Fromm war „die Regierungspropaganda selbst zu Anfang des Krieges“ defensiv gefärbt, was sich aber später ändern sollte. In Deutschland gab es 1914 nur für einige Monate eine kollektive Kriegsbegeisterung, die 1939, beim Ausbruch des Zweiten Weltkriegs, vollkommen fehlte. 1917 und 1918 gab es in Russland, Frankreich und Deutschland massive Meutereien von kriegsmüden Soldaten, die in Russland und Deutschland schließlich sogar zur Revolution führten. All das wäre unter der Annahme eines angeborenen Kriegs- oder Aggressionstriebes völlig unerklärlich. Dass etwas wie ein Trieb Ursache des Ersten Weltkrieges sein könne, wird vom Autor entschieden abgelehnt:

„Anzunehmen, daß es zu diesem Krieg kam, weil das französische, deutsche, britische und russische Volk ein Ventil für seine Aggressionen brauchte, wäre ein Irrtum und diente nur dazu, die Aufmerksamkeit von den Personen und sozialen Bedingungen abzulenken, die für eines der größten Gemetzel der Weltgeschichte verantwortlich waren.“

Fromm geht auch auf Aspekte ein, die den Krieg für breitere Bevölkerungskreise akzeptabel oder sogar attraktiv machen, u. a.: die Ehrfurcht vor der Autorität, die Flucht aus Langeweile und Routine des Alltagslebens, gewisse Formen kameradschaftlicher Solidarität, die sich vom täglichen Konkurrenzkampf der Friedenszeiten positiv abheben:

„Daß der Krieg diese positiven Züge aufweist, ist ein trauriger Kommentar zu unserer Zivilisation. […]“

Im Anschluss nennt er Möglichkeiten zur Reduktion der „realen Faktoren“ (im sozialen und allgemeinen Sinne), welche die defensive Aggression auslösten.

### Die Natur des Menschen
Als Prämisse seines Kapitels über die bösartige Aggression versucht Fromm, einige psychische Eigenschaften zu definieren, die den Menschen wesentlich von anderen Primaten unterscheiden. Wie aus vorherigen Kapiteln ist die Untersuchung wieder interdisziplinär geprägt. Die Darstellung dient als Hintergrund für seine These, dass dazu auch die nur bei Menschen gelegentlich auftretende Lust am Morden und Zerstören gehöre:

„Das Einzigartige beim Menschen ist, dass er von Impulsen zu morden und zu quälen getrieben werden kann und dass er dabei Lustgefühle empfindet. Er ist das einzige Lebewesen, das zum Mörder und Vernichter der eigenen Art werden kann, ohne davon einen entsprechenden biologischen oder ökonomischen Nutzen zu haben.“

Fromm kommt zu dem Ergebnis, dass sich die Entwicklung des Menschen dort von derjenigen der Primaten getrennt habe, wo seine Determinierung durch Instinkte ein Minimum und das „Wachstum des Gehirns und besonders das des Neokortex“, ein Maximum erreicht hatte.
Jedoch: „Bewusstsein seiner selbst, Vernunft und Phantasie“ haben nach Fromm „die «Harmonie» zerstört, welche die tierische Existenz kennzeichn[e]“:

„Er [der Mensch] ist Teil der Natur, ihren physikalischen Gesetzen unterworfen und unfähig, sie zu ändern, und doch transzendiert er die Natur. Er ist getrennt von ihr und doch ein Teil von ihr. Er ist heimatlos und doch an die Heimat gekettet, die er mit allen Kreaturen teilt. […] Der Mensch ist das einzige Lebewesen, das sich in der Natur nicht zu Hause fühlt, das sich aus dem Paradies vertrieben fühlen kann, das einzige Lebewesen, für das die eigene Existenz ein Problem ist, das es lösen muß und dem es nicht entrinnen kann. […]“

Diese „existenzielle[n] Widersprüche“ nehmen noch zu, wenn der Mensch sich „als Individuum und nicht nur als Mitglied eines Stammes“ erlebt. Sie erzeugen bestimmte existenzielle psychische Bedürfnisse, die – so Fromm – alle Menschen gemeinsam haben. Da sie bei jedem Menschen anders befriedigt werden, entstehen unterschiedliche Charaktere mit unterschiedlichen Leidenschaften.
Im folgenden Kapitelabschnitt referiert Fromm aus seinem Werk The Sane Society (Der moderne Mensch und seine Zukunft, 1955/1960) sechs existenzielle Bedürfnisse des Menschen, die Quellen von Leidenschaften sein können: Orientierung und Devotion, Verwurzelung, Einheit, das Bestreben, etwas zu bewirken, Erregung und Stimulation (mit dem Gegenstück Langeweile und chronische Depression), das Streben nach einer Charakterstruktur. Fromm versucht im selben Abschnitt auch, seine Ansichten mit Erkenntnissen anderer wissenschaftlicher Disziplinen zu untermauern.

### Spontane Destruktivität
Fromm grenzt spontane Ausbrüche von Destruktivität, also spontane Massaker, wie sie in vielen modernen Kriegen vorgekommen sind, vom destruktiven Charakter ab. Erstere sind schlummernde destruktive Impulse, die durch plötzliche traumatische Ereignisse mobilisiert werden; der destruktive Charakter dagegen ist eine ständig strömende Energiequelle.
Zur spontanen Destruktivität gehören Formen wie die rachsüchtige Destruktivität (Blutrache u. Ä.; nach Fromm sehr unterschiedlich stark in den Kulturen verankert) und ekstatische Destruktivität, die sich in tranceartigen Zuständen äußert. Bei der rachsüchtigen Destruktivität wird erwähnt, dass bei hohen Entwicklungsstufen wie z. B. dem buddhistischen oder christlichen Ideal keine Rachewünsche vorherrschten. Es gibt auch die chronische Form der „Anbetung der Destruktivität“. Zu dieser porträtiert Fromm den rechtskonservativen Schriftsteller Ernst von Salomon als klinischen Fall des Götzendienstes an der Zerstörung. Auch Erwin Kern, der das Attentat auf Rathenau durchführte, findet Erwähnung.

### Bösartige Aggression
Fromm unterscheidet zwei Formen des manifesten destruktiven Charakters: Sadismus und Nekrophilie.

#### Sadismus
Sadismus definiert er als Wunsch, einer Person physische oder psychische Schmerzen zuzufügen, sie zu demütigen, in Ketten zu legen, zu unbedingtem Gehorsam zu zwingen. Nach Fromm kommen nichtsexuelle Formen des Sadismus viel häufiger vor als sexuelle. Sie äußern sich zum Beispiel in der Misshandlung von Kindern, Gefangenen, Sklaven, Kranken (vor allem Geisteskranken) oder Hunden.
In einer kurzen Studie porträtiert Fromm Josef Stalin als „klinischen Fall von nichtsexuellem Sadismus“. Er zitiert mehrere von Roi Alexandrowitsch Medwedew überlieferte Fälle, in denen deutlich wird, dass Stalin es bei der Verfolgung und Ermordung von Kommunisten genoss, der vollkommen unberechenbare Herr über Leben, Tod und Selbstachtung seiner Untertanen zu sein. Er ließ zum Beispiel den Bruder des Politbüromitglieds Lasar Kaganowitsch verhaften und ergötzte sich daran, wie Kaganowitsch ihm gegenüber die Verhaftung seines eigenen Bruders begrüßte.
Als „Wesen des Sadismus“ leitet Fromm aus diesen Beispielen die Leidenschaft nach absoluter Herrschaft über andere ab. Das Musterexemplar eines Sadisten in diesem Sinne ist die Figur des Caligula in Albert Camus’ gleichnamigem Theaterstück. Fromm schlägt einen Bogen von dieser Leidenschaft zu dem von Freud beschriebenen „anal-hortenden Charakter“ und zum „bürokratischen Charakter“. Beiden ist gemeinsam, dass sie das Unberechenbare und Ungewisse im Leben fürchten und deshalb einen starken Drang entwickeln, alles Leben ringsum in eine feste Ordnung zu bringen und unter rigider Kontrolle zu halten. Fromm ist überzeugt, dass sadistische Neigungen als ein Teil eines Charaktersyndroms zu verstehen sind.
Der „Kern des Sadismus“ im allgemeinen Sinne wird von ihm wie folgt definiert:

„[…] daß der Kern des Sadismus ist, absolute und uneingeschränkte Herrschaft über ein lebendes Wesen auszuüben, ob es sich nun um ein Tier, ein Kind, einen Mann oder eine Frau handelt. […] Eine solche Kontrolle kann alle möglichen Formen und Grade annehmen.“

In einer ausführlichen, 28-seitigen Studie porträtiert Fromm Heinrich Himmler als klinischen Fall des anal-hortenden Sadismus. Seine Studie stützt sich vor allem auf die Himmler-Biographie von Bradley F. Smith (Heinrich Himmler. A Nazi in the Making. Stanford 1971), die sich auf Himmlers Jugendjahre konzentriert. Als Schlüsselstelle greift Fromm eine Episode heraus, in der der 21-Jährige die Braut seines älteren Bruders Gebhard Ludwig wegen angeblicher Flirts mit anderen Männern bespitzeln ließ, sie seinem persönlichen Strafgericht unterzog und schließlich ihre Verbannung aus der Familie durchsetzte. Fromm beschreibt mehrere Parallelfälle, bei denen der spätere SS-Führer untergebene Offiziere ganz ähnlich behandelt hatte.

#### Nekrophilie
→ Siehe auch: Abschnitt Nekrophilie nach Erich Fromm des Artikels Nekrophilie.
Traditionell versteht man unter Nekrophilie den perversen Drang zu sexuellen Handlungen mit Leichen oder zum Zerstückeln von Leichen. Fromm überträgt den Begriff auf eine bestimmte Charakterstruktur. Der Erste, der diese Idee hatte, war der spanische Philosoph Miguel de Unamuno, der 1936 den Kampfruf der spanischen Faschisten, „Viva la muerte!“ („Es lebe der Tod!“), als nekrophil bezeichnet hat. Das Gegenteil von Nekrophilie nennt Fromm Biophilie (Liebe zum Lebendigen). Fromm stützt seine Ansichten auf Beobachtungen aus der Kriminologie und der psychoanalytischen Praxis.
Er beschreibt sechs nekrophile Träume verschiedener Personen (darunter einen Traum Albert Speers, in dem Hitler mechanisch eine endlose Reihe von Kränzen an Kriegerdenkmälern niederlegt – Fromm interpretiert den Traum als Traum eines biophilen Menschen über einen Nekrophilen). Auffällig an Nekrophilen ist nach Fromm eine Vorliebe für schlechte Gerüche – ursprünglich für den Geruch von verfaulendem oder verwesendem Fleisch. Die nekrophile Sprache benutzt vorwiegend Worte, die sich auf Zerstörung, auf Exkremente und Toiletten beziehen. Auf Grundlage solcher Beobachtungen haben Fromm und M. Maccoby einen interpretativen Fragebogen entwickelt und sind zu dem Ergebnis gekommen, dass biophile und nekrophile Tendenzen messbar seien und stark mit politischen und sozialen Einstellungen korrelierten. Im Falle eines Überwiegens der nekrophilen Tendenzen bei einer Person liegt nach Fromm bei dieser dann ein nekrophiler Charakter vor.
Anknüpfend an Lewis Mumford entwickelt Fromm die These, dass Nekrophilie in der neueren Zeit oft eng mit einer Vergötterung der Technik einhergehe. Als Beleg zitiert er ausführlich aus dem Manifest des Futurismus, das der italienische Faschist Filippo Tommaso Marinetti 1909 verfasst hat – darin die Zeilen:

„[…] ein aufheulendes Auto […] ist schöner als die Nike von Samothrake… […] Schönheit gibt es nur noch im Kampf. Ein Werk ohne aggressiven Charakter kann kein Meisterwerk sein. […] Wir wollen den Krieg verherrlichen – diese einzige Hygiene der Welt –, den Militarismus, den Patriotismus, die Vernichtungstat der Anarchisten, die schönen Ideen, für die man stirbt, und die Verachtung des Weibes. […]“

Im Folgenden stellt Fromm allerlei Bezüge zum Bombenkrieg, zum Atomkrieg und zum Bau von Robotern her. Er postuliert einen neuen Charaktertyp, der kybernetische Charakter bzw. monozerebrale Mensch. Bei diesem neuen Typus sei die Entfremdung so weit fortgeschritten, dass er keine volle affektive Kenntnis seines Tuns mehr habe. Alles werde nur noch verstandesmäßig („monozerebral“), also mit dem Intellekt, wahrgenommen. Gefühle und Affekte wären unlebendig und roh. Anhand der Bomberpiloten des Zweiten Weltkrieges wird versucht, diese Entwicklung aufzuzeigen:

„Daß ihre Handlungen zur Folge hatten, daß viele Tausende und manchmal Hunderttausende getötet, verbrannt und verstümmelt wurden, war ihnen natürlich verstandesmäßig klar, aber gefühlsmäßig erfaßten sie es kaum; so paradox es klingen mag, es ging sie persönlich nichts an.“

In seiner Hypothese über den Inzest und den Ödipuskomplex versucht Fromm, das Phänomen Nekrophilie auf die traditionellen Kategorien von Sigmund Freuds Psychoanalyse zurückzuführen. Seine These ist: Männer, die es als Kind nicht geschafft haben, eine emotionale oder auch erotische Beziehung zu ihrer Mutter aufzubauen, werden im Extremfall autistisch. In weniger extremen Fällen könnte daraus eine Wurzel der Nekrophilie werden: Sie werden nicht von der lebendigen Mutter oder von der Mutter ähnelnden lebendigen Frauen erotisch angezogen, sondern von der Mutter als abstraktem Symbol (für Heimat, Blut, Rasse usw.) oder von der Mutter als potenzieller Mörderin ihrer Kinder. Auf diese Weise kann eventuell eine inzestuöse Bindung an Tod und Zerstörung entstehen.
Abschließend diskutiert Fromm die Parallelen zwischen seinem Gegensatzpaar Biophilie-Nekrophilie und Freuds Gegensatzpaar Lebenstrieb-Todestrieb (Eros-Thanatos). Das Gegenteil zur Nekrophilie wird so definiert:

„Die Biophilie ist die leidenschaftliche Liebe zum Leben und allem Lebendigen; sie ist der Wunsch, das Wachstum zu fördern, ob es sich nun um einen Menschen, eine Pflanze, eine Idee oder eine soziale Gruppe handelt.“

Während der späte Freud Lebens- und Todestrieb als gleichrangige Prinzipien betrachtete, sieht Fromm die Biophilie als „biologisch normalen Impuls“, die Nekrophilie dagegen als „psychopathologisches Phänomen“, als „Folge eines gehemmten Wachstums, einer seelischen Verkrüppelung“. Bei den meisten Menschen sind nach Fromms Auffassung sowohl biophile als auch nekrophile Tendenzen vorhanden, wobei erstere in der Regel überwiegen. Er regt an, die Verteilung von Charakterstrukturen (z. B. von biophilen und nekrophilen Tendenzen) in der Bevölkerung mit ähnlichen Methoden zu erforschen, wie sie die Meinungsforschung anwendet.

#### Adolf Hitler
Das wohl bekannteste Kapitel von Fromms Werk ist die Studie Adolf Hitler, ein klinischer Fall von Nekrophilie. Fromm stützte sich dabei auf folgende Werke über Hitlers Kindheit und Jugend (schwerpunktmäßig auf das erste):
- Bradley F. Smith: Adolf Hitler. His Family, Childhood and Youth. Stanford 1967
- Werner Maser: Adolf Hitler. Legende, Mythos, Wirklichkeit. München 1971
- August Kubizek: Adolf Hitler, mein Jugendfreund. Graz 1953

Er fand aber in den Berichten über Hitlers Kindheit letztlich keine Belege für das, was er in seiner theoretischen Hypothese eine inzestuöse Bindung an Tod und Zerstörung genannt hatte. Allerdings gibt es zahlreiche Hinweise darauf, dass Hitler als Kind und Jugendlicher nie seinen kindlichen Narzissmus überwunden hat und lieber in einer Fantasiewelt lebte, als sich z. B. für die Realschule anzustrengen. Er scheiterte in der Realschule und interessierte sich noch mit 15 Jahren ausschließlich für Kriegsspiele mit anderen, meist jüngeren Jungen, bei denen er den Anführer spielen konnte; er entwickelte keine produktiven persönlichen Interessen. Seiner Leidenschaft für Karl-May-Romane hat er noch als Reichskanzler gefrönt.
Sein Scheitern in der Realschule wie auch später bei der Aufnahmeprüfung der Wiener Kunstakademie lastete Hitler ausschließlich einer ihm angeblich feindlich gesinnten Mitwelt an, der er dafür die unversöhnlichste Rache schwor. Es war ihm unmöglich, seinen eigenen Anteil daran, vor allem seine Faulheit, zu erkennen. Er ließ sich weiterhin von seiner Mutter finanzieren und lebte als Dandy in den Tag hinein, bis das Geld alle war und er in die Obdachlosigkeit abrutschte. Erst jetzt, in äußerster Not, bequemte er sich zu einer Arbeit, malte und verkaufte Kunstpostkarten. Im Obdachlosenheim entdeckte er sein einziges wirkliches Talent, die Demagogie.
Im weiteren Verlauf dieser biographischen Studie bemüht sich Fromm nachzuweisen, dass Hitler nicht nur destruktiv gehandelt hat, sondern dass er dabei von einem destruktiven Charakter getrieben war.  Viele Hinweise darauf fand Fromm in den Erinnerungen Albert Speers, in der erwähnten Biographie von Werner Maser, im Werk von Percy Ernst Schramm über Hitler als militärischer Führer (1965) und in Hitlers Tischgesprächen (1965 von H. Picker herausgegeben) – etwa seine häufig geäußerten Erwägungen, bestimmte Städte zu zerstören, bis hin zu dem von Speer überlieferten sog. Nero-Befehl. Weitere Details, die Fromm aufzählt, sind Hitlers paranoide Angst vor der Syphilis, sein Hass auf Juden als Fremdlinge und seine schon im Januar 1942 ausgesprochene Drohung, das deutsche Volk müsse verschwinden, wenn es nicht bereit sei, sich für seine Selbstbehauptung einzusetzen.
Ernst Hanfstaengl überlieferte eine bizarre Szene aus der Zeit um 1925: Er hatte Hitler den Vorschlag gemacht, London zu besuchen, und dabei auch König Heinrich VIII. erwähnt. Hitler stimmte zu mit dem Hinweis, er wolle gerne die Stelle sehen, an der zwei Frauen Heinrichs VIII. „vom Schafott ausgemerzt“ worden seien. Schließlich die berüchtigte Langweiligkeit und Sterilität seiner Monologe, die er vor Gästen zu halten pflegte. Bei alledem war Hitler ein vollendeter Lügner und Schauspieler, der es immer wieder verstand, seine Destruktivität vor dem Publikum zu verbergen, seine Stimme und sein Auftreten an das jeweilige Publikum anzupassen.
Fromm untersucht auch andere Aspekte von Hitlers Persönlichkeit: seinen extremen Narzissmus, seine beinahe freundschaftliche Beziehung zu Albert Speer, seine Kälte und Mitleidlosigkeit, seine Beziehungen zu Frauen, sein (kaum bekanntes) Sexualleben, seine größte Begabung, die Fähigkeit, andere Menschen zu beeindrucken, die angeblich von seinen kalt glitzernden Augen ausging, sein schauspielerisches Talent, seine echten und gespielten Wutanfälle, sein ungewöhnliches Gedächtnis, sein Konversationstalent, seine kulturellen und künstlerischen Vorlieben, schließlich sein liebenswürdiges, höfliches, beinahe scheues Auftreten, das Fromm als Tarnschicht, als Maske wertet. Auch die Liebe zu seinen Hunden ordnet Fromm hier ein.
Fromm diskutiert den offenkundigen Widerspruch zwischen Hitlers Kult der Willenskraft und seiner tatsächlichen Willensschwäche sowie seinen mangelhaften Wirklichkeitssinn. Fromm zieht das Resümee: Hitler war ein Spieler; er hat mit dem Leben aller Deutschen ebenso wie mit seinem eigenen Leben gespielt. Er habe zwar vermutlich psychotische, vielleicht schizophrene Züge gehabt, sei aber wahrscheinlich kein „Wahnsinniger“ gewesen, habe also nicht an einer Psychose oder Paranoia gelitten.

### Epilog
In seinem Epilog betont Fromm, dass Sadismus und Nekrophilie, wie er gezeigt habe, nicht angeboren seien, also stark reduziert werden könnten, wenn die gegenwärtigen sozioökonomischen Bedingungen durch andere ersetzt würden, die der vollen Entwicklung der echten Bedürfnisse und Fähigkeiten des Menschen günstig seien. Er kritisiert sowohl die Optimisten, die an das Dogma vom ständigen „Fortschritt“ glaubten, als auch die Pessimisten: Jeder, der die Schlechtigkeit des Menschen beweisen will, findet nämlich bereitwillig Zustimmung, weil er damit einem jeden ein Alibi für die eigenen Sünden bietet… Seine eigene Position definiert er als die eines rationalen Glaubens an die Fähigkeit des Menschen, sich aus dem scheinbar verhängnisvollen Netz der Umstände, das er selbst geschaffen hat, zu befreien.

## Ausgaben
- Erich Fromm: The Anatomy of Human Destructiveness. Holt Rinehart & Winston, New York 1973.
- Erich Fromm: Anatomie der menschlichen Destruktivität. Deutsche Verlags-Anstalt, Stuttgart 1974, ISBN 3-421-01686-0.
- Erich Fromm: Anatomie der menschlichen Destruktivität. Rowohlt, Reinbek 1977, ISBN 3-499-17052-3.

## Rezeption
Der ausgeprägt interdisziplinäre Ansatz in Fromms Werk erschwerte seine Rezeption in der wissenschaftlichen Fachliteratur. Anders war es bei den ebenfalls interdisziplinär arbeitenden feministischen Forscherinnen: Amerikanische Feministinnen wie Mary Daly griffen z. B. Fromms Konzept der Nekrophilie auf, vor allem den behaupteten Zusammenhang zwischen Vergötterung der Technik und Frauenverachtung, den Fromm am Beispiel von Marinettis Futuristischem Manifest aufgezeigt hatte.
Der amerikanische Anthropologe David Shapiro und die amerikanische Biologin Evelyn Fox Keller griffen Fromms Definition des nichtsexuellen Sadismus auf. Sadismus, so Shapiro, sei ein besonderer Ausdruck für die extreme Verachtung von Schwäche und Verletzlichkeit.
Der deutsche Historiker Wolfgang Ruge zitierte 1990 in seiner Analyse des Stalinismus zustimmend Fromms Stalin-Diagnose als „klinischen Fall von nichtsexuellem Sadismus“, unter Verweis auf Stalins Umgang mit Nikolai Bucharin 1938. Der britische Historiker Alan Bullock griff 1991 in seiner Doppelbiographie von Hitler und Stalin Fromms These auf, beide Diktatoren seien narzisstisch fixiert gewesen.
Die deutsche Kunsthistorikerin Gerlinde Volland übertrug in ihrer Kritik an Edmund Burkes Philosophischer Untersuchung über den Ursprung unserer Ideen vom Erhabenen und Schönen Fromms Sadismustheorie und seine Kategorien Nekrophilie und Biophilie auf Burkes Dualismus des männlichen Prinzips des „Erhabenen“ und des weiblichen Prinzips des „Schönen“.

## Kritik
Der aus Wien stammende amerikanische Psychologe Friedrich Hacker kritisiert in seinem Werk Aggression – Die Brutalisierung unserer Welt Fromms Unterscheidung zwischen „gutartiger (defensiver)“ und „bösartiger (sadistischer, nekrophiler) Aggression“ und wirft Fromm Schwarz-Weiß-Malerei vor. Das Problem, so Hacker, seien gerade aggressive Taten, die vom Handelnden als konstruktiv, vom Betroffenen aber als destruktiv beurteilt würden. Auch bleibe bei Fromm letztlich unklar, wie sich biologisch entstandene Instinkte zu den charakterlichen Leidenschaften der Menschen verhielten.